# گوزبورن
گوزبورن (به آلمانی: Gusborn) یک شهر در آلمان است که در نیدرزاکسن واقع شده‌است.

## خصوصیات
گوزبورن ۴۸٫۳ کیلومترمربع مساحت دارد ۱۷ متر بالاتر از سطح دریا واقع شده‌است.